# Le Portier

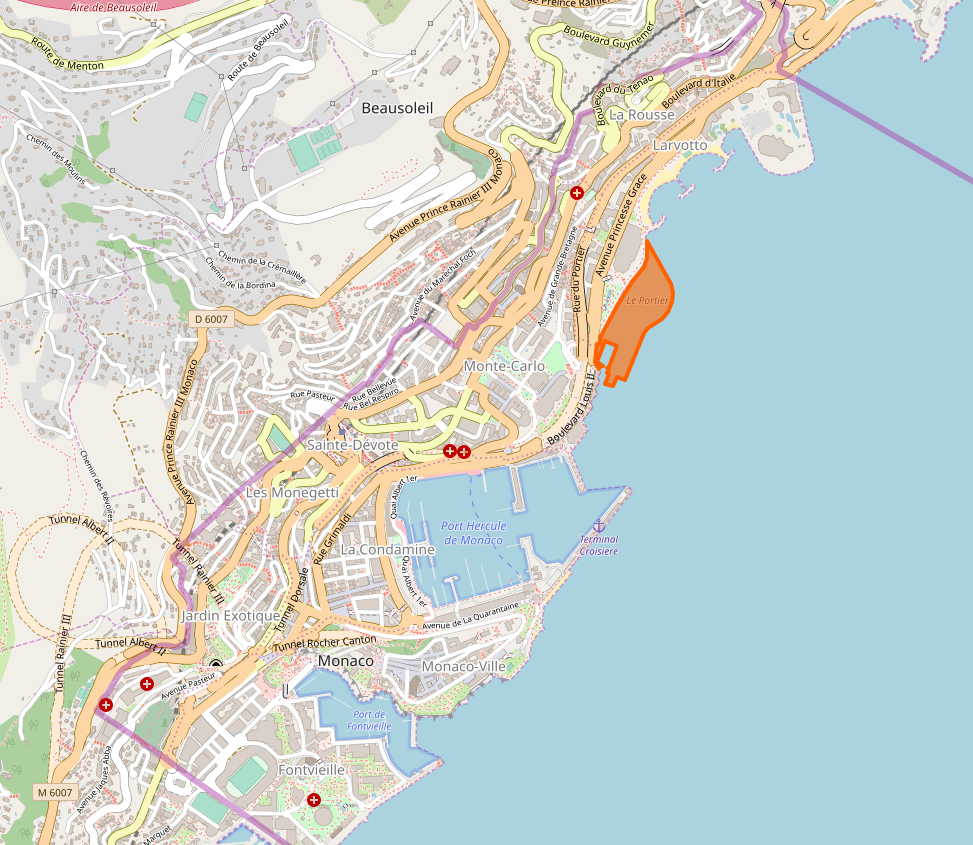
Lage von Le Portier im Fürstentum Monaco

Le Portier ist eine Wohngegend im Fürstentum Monaco an der Côte d’Azur. Er entstand durch Landgewinnung nordöstlich des Hafens (Port Hercule) und ist ein Teil des Stadtbezirks Larvotto. Er wurde am 4. Dezember 2024 eröffnet.

## Beschreibung
Zur ursprünglich geplanten Fertigstellung im Jahr 2025 soll der auch Portier Cove bzw. Anse du Portier genannte neue Stadtbezirk rund 1.000 Einwohner zählen. Das Projekt wurde zuletzt unter dem Namen Mareterra bekannt. Geplant wurde das Projekt von Renzo Piano und Denis Valode, die Projektleitung hat die Société d’aménagement monégasque inne. Es umfasst 110 private Wohnungen und 14 Häuser, öffentliche Plätze, eine Promenade entlang der Küste, einen Park von einem Hektar und eine Erweiterung des Kongresszentrums Grimaldi Forum. Die Preise der Immobilien liegen zwischen 80.000 und 100.000 pro Quadratmeter und liegen etwas höher als der Durchschnittspreis in Monte-Carlo.
Die Baukosten werden auf zwei Milliarden Euro taxiert.

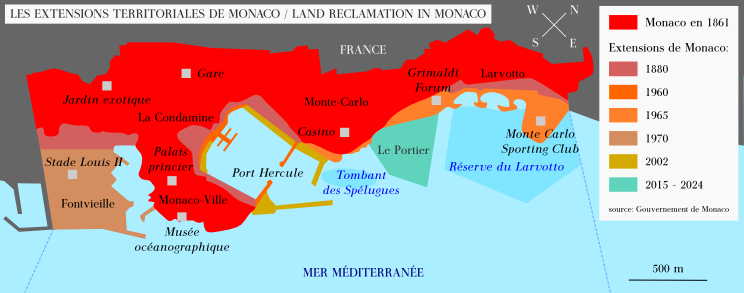
Erweiterungen des Territoriums Monacos im Laufe der Zeit (Le Portier ist grün eingezeichnet)

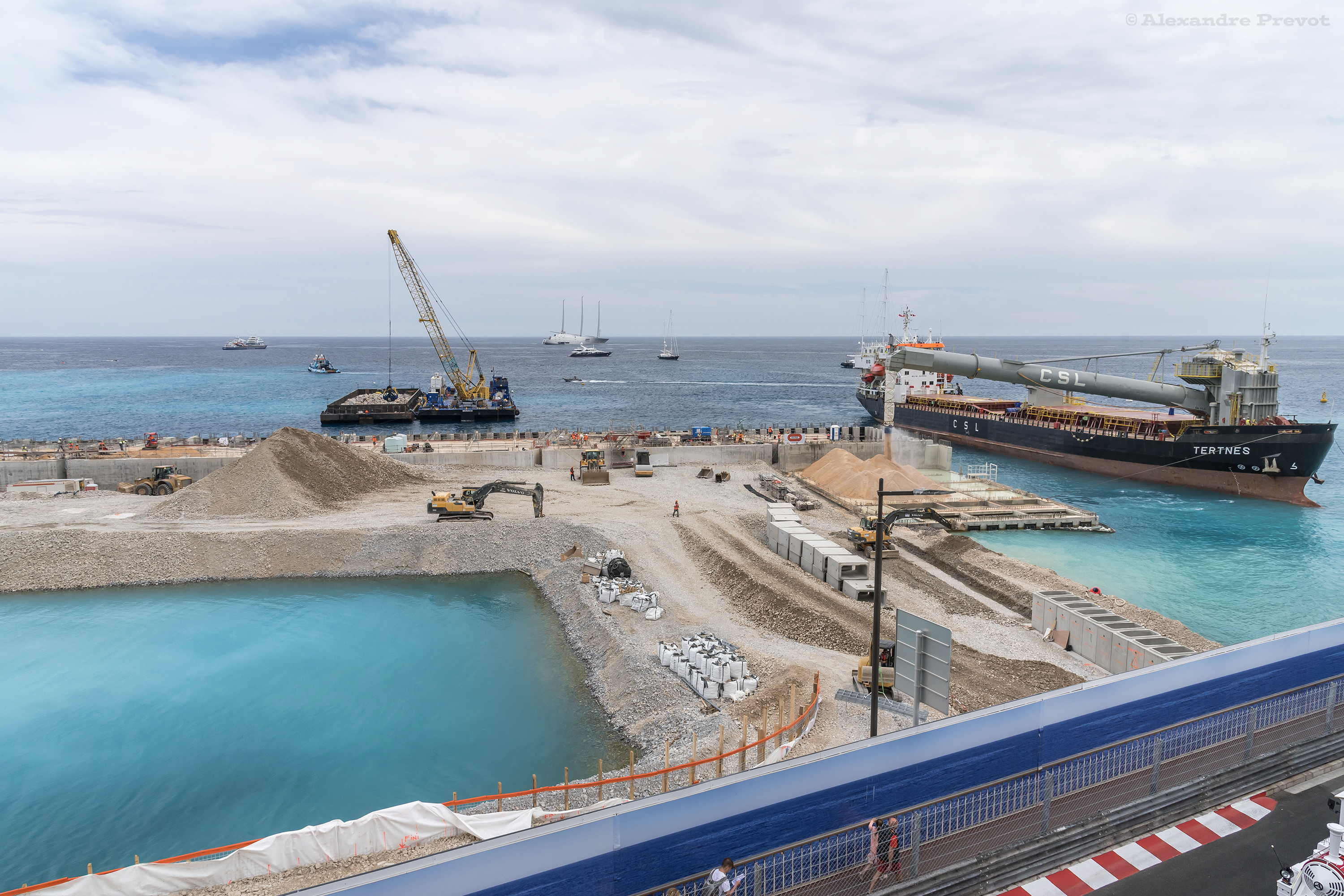
Bauarbeiten (Mai 2019)
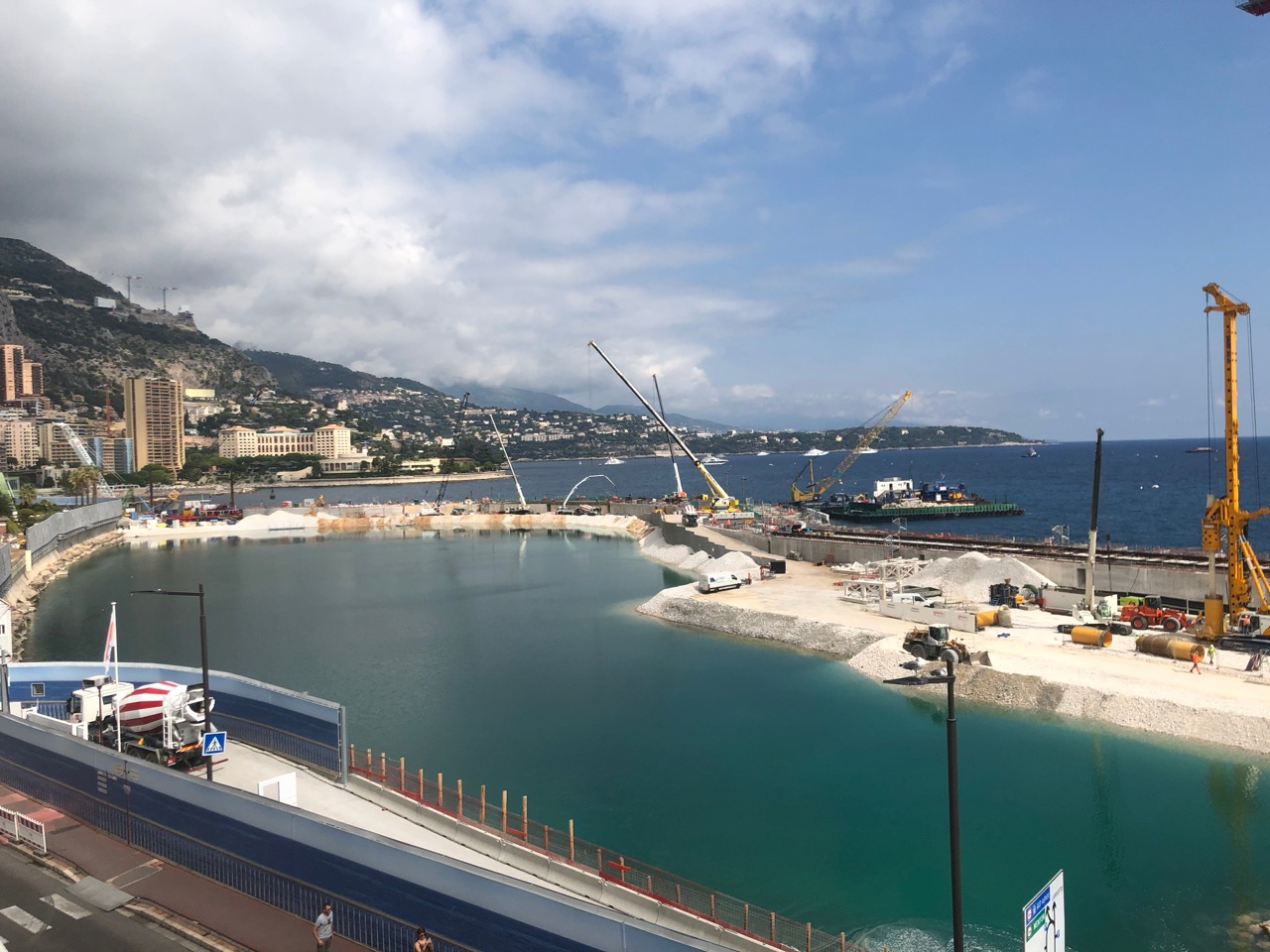
Bauarbeiten (September 2019)
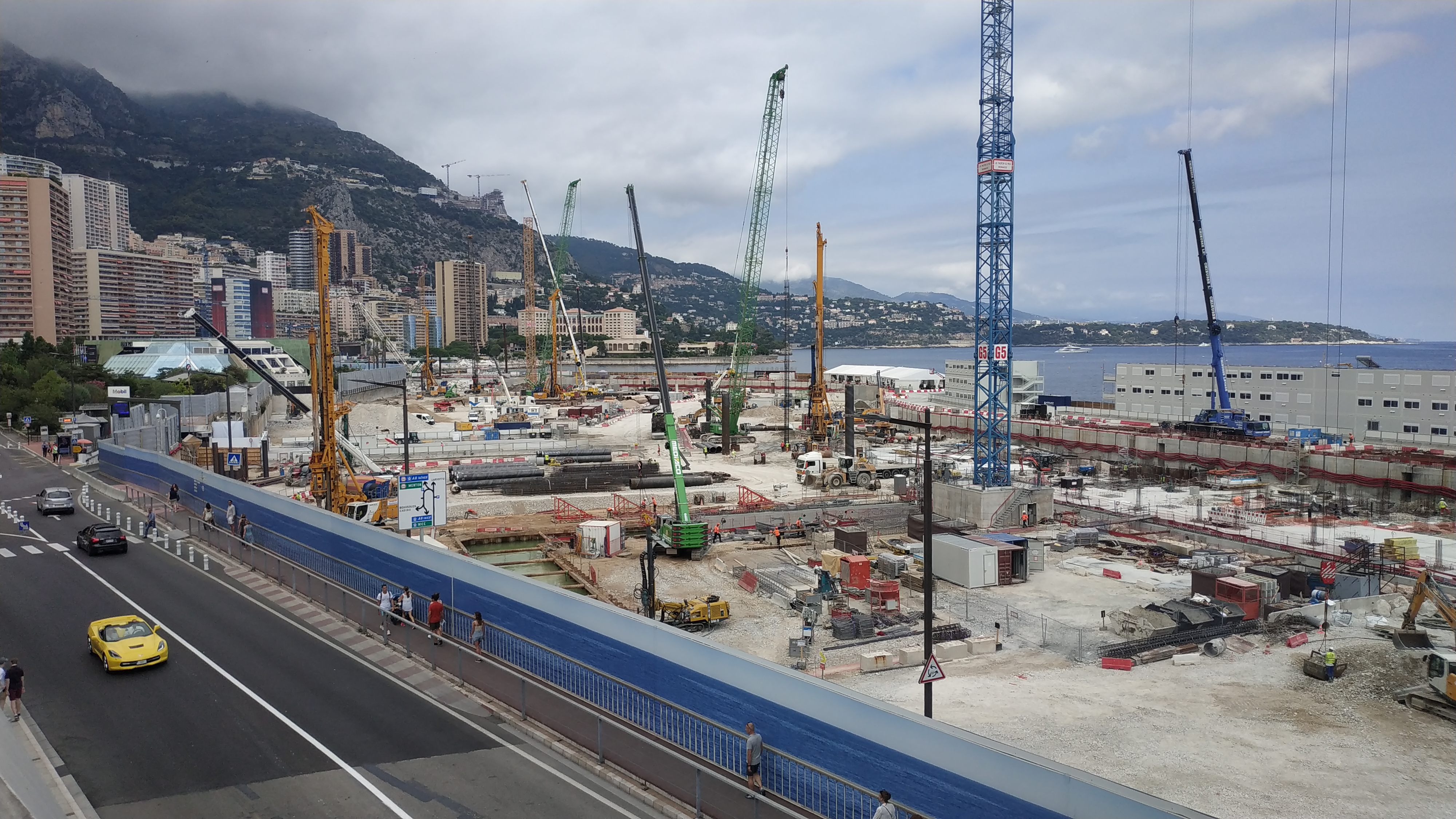
Bauarbeiten (Juli 2020)
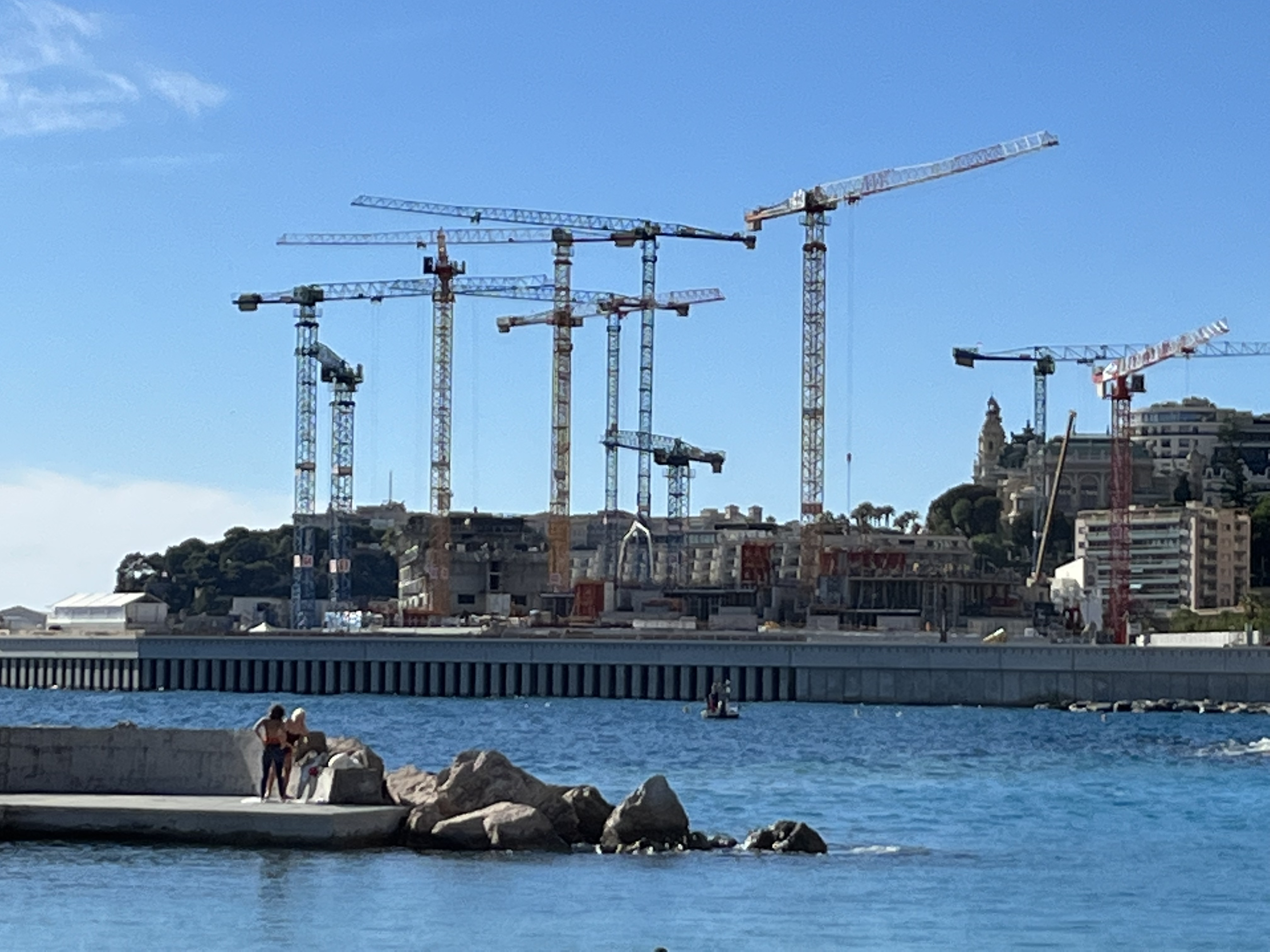
Bauarbeiten (November 2021)
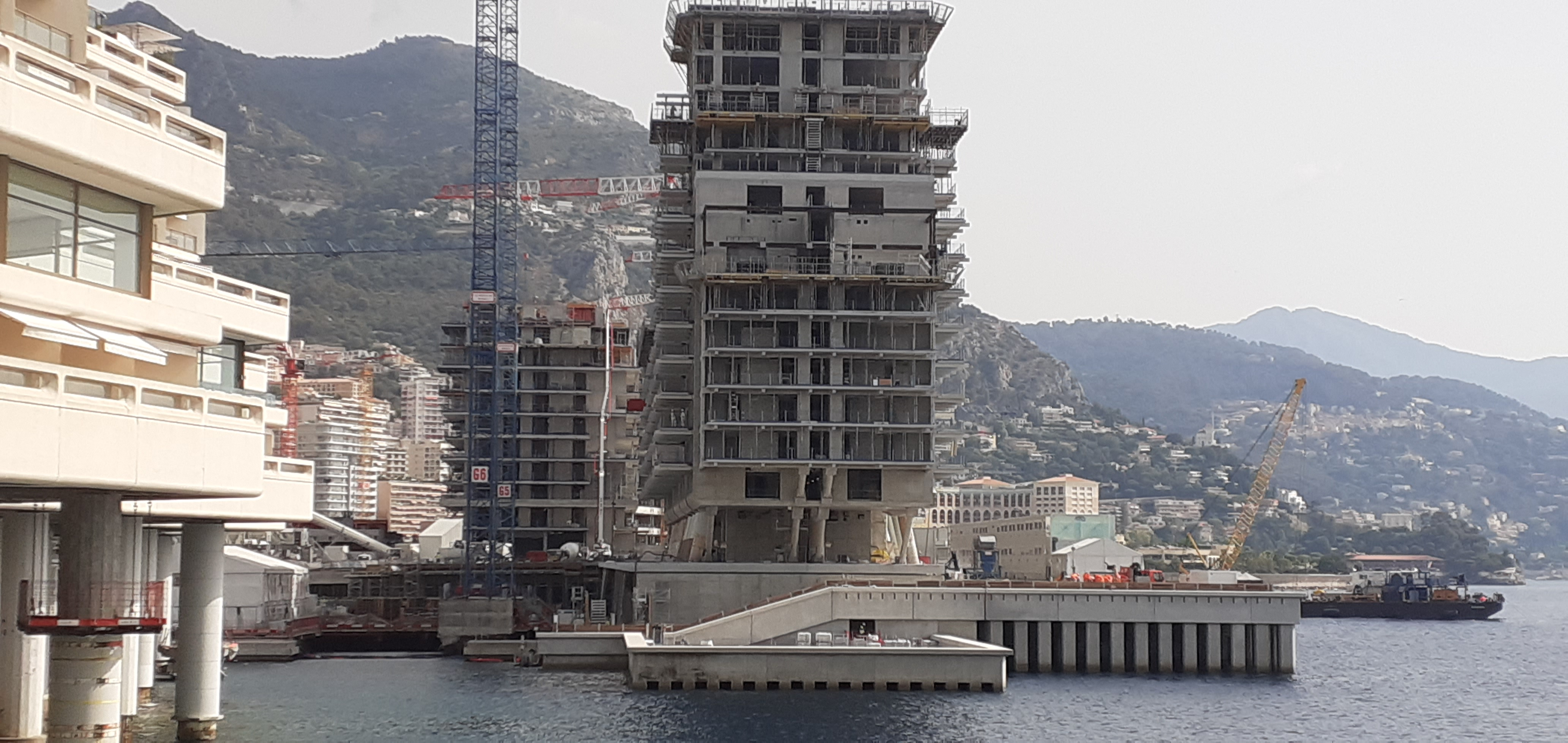
Bauzustand im Juni 2022
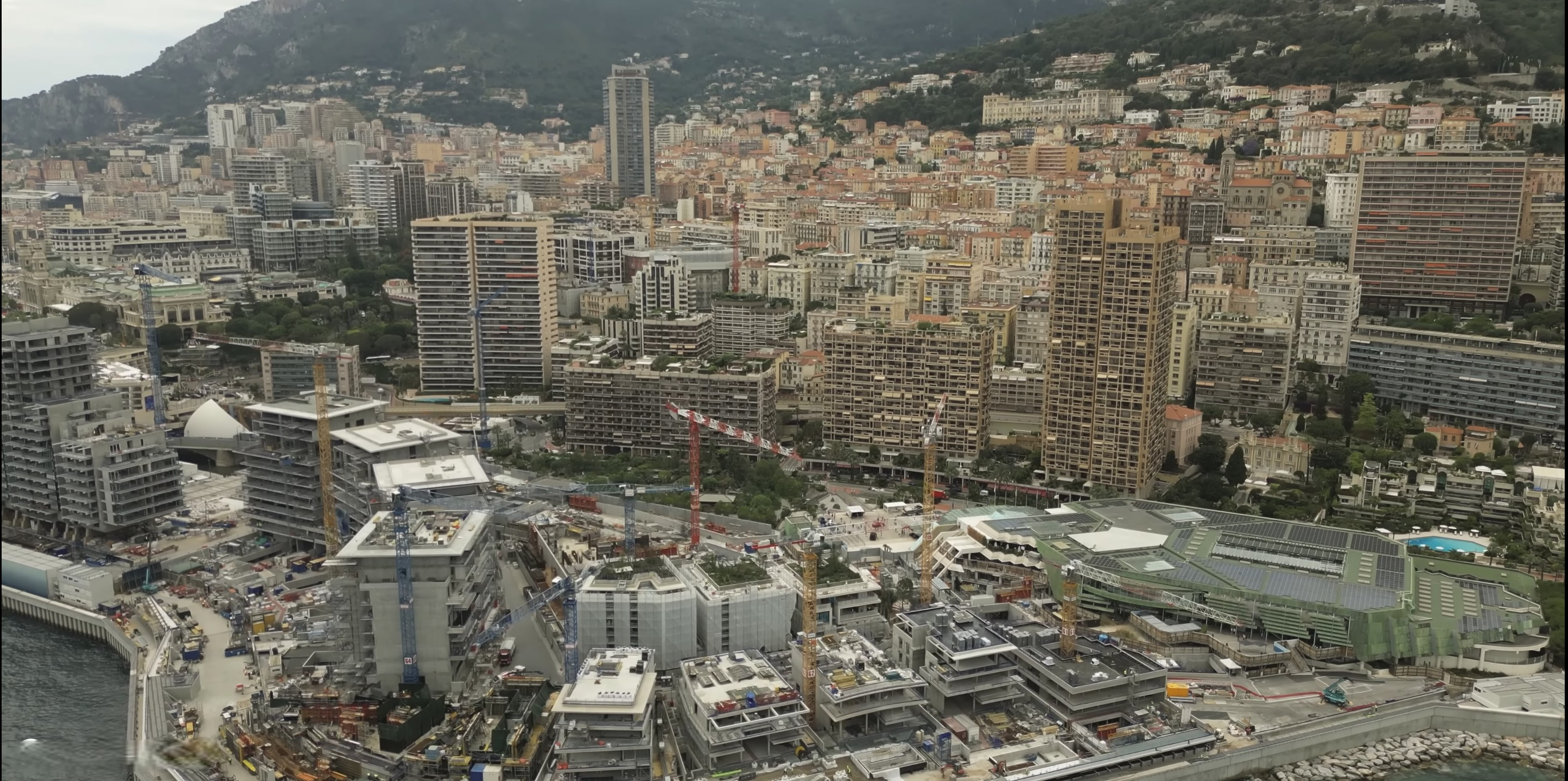
Bauzustand im Juli 2023
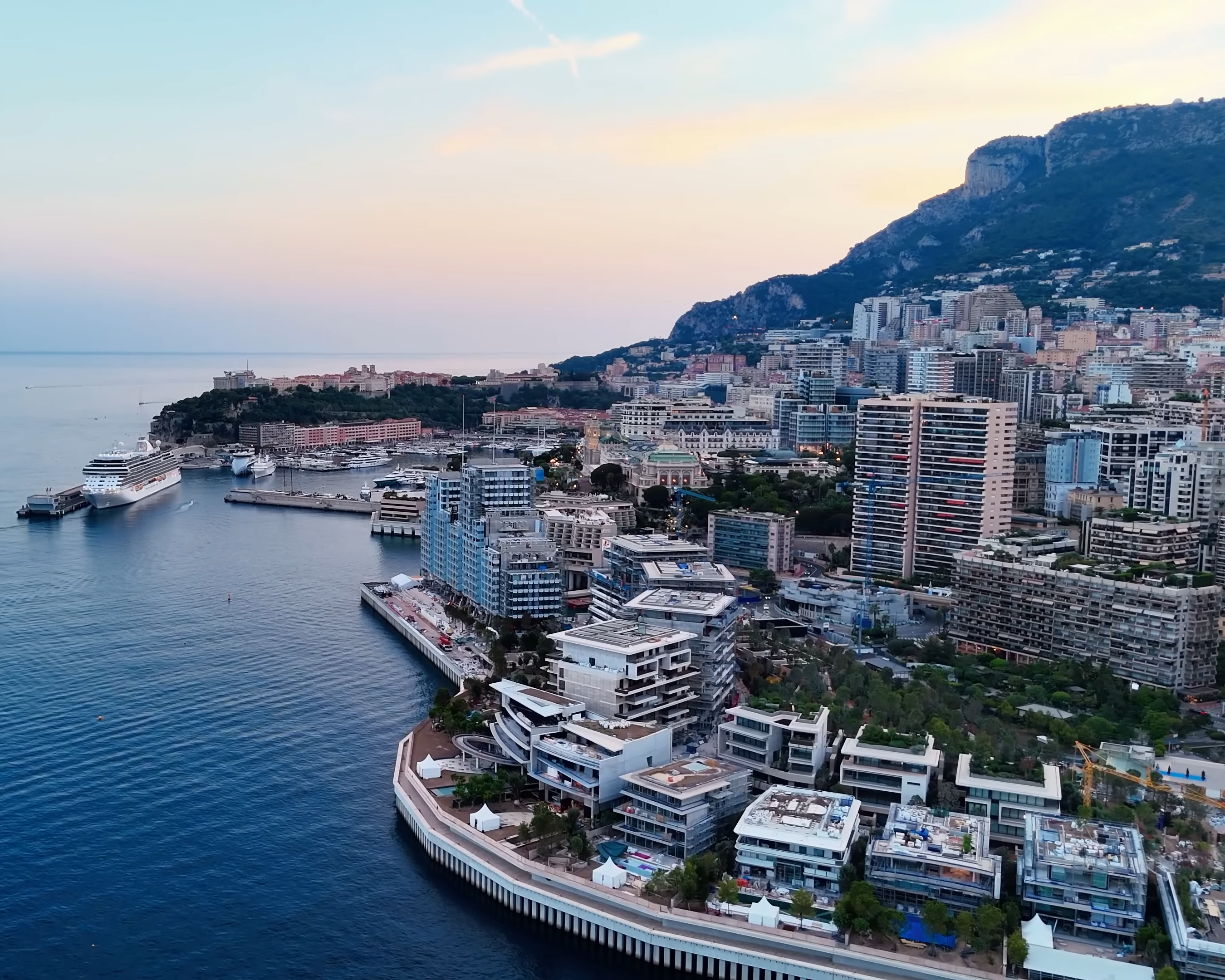
Bauzustand im September 2024